# شارتیم
شارتیم (انگلیسی: Shartym) یک شهرک در شهرستان اوچالینسکی استان باشقیرستان کشور روسیه است.